# Randall, Minnesota
Randall är en ort i Morrison County i Minnesota. Vid 2010 års folkräkning hade Randall 650 invånare.